# Joana Bernardo
Joana Bernardo (Algarve, 2000) é uma actriz portuguesa nomeada para os Prémios Sophia e distinguida com o Prémio Actores de Cinema da Fundação GDA, para Melhor Interpretação de Papel Principal, pelo seu papel no filme A Noiva, de Sérgio Trefaut.

## Biografia
Joana Bernardo nasceu no Algarve, no dia 21 de Outubro de 2000. Passou a infância em Paderne, quando tinha 10 anos mudou-se com os pais para Lisboa. 
Completou o secundário na Escola Profissional de Teatro de Cascais, tendo de seguida estudado na Escola Superior de Teatro e Cinema, simultaneamente trabalhava no Teatro Experimental de Cascais, onde participou em peças encenadas por Carlos Avilez. 
Em 2022, entrou no espectáculo O Inesquecível Professor do encenador Pedro Gil, enquanto estagiava no Teatro Nacional D.Maria II. Estreia-se no cinema no mesmo ano, ao integrar o elenco do filme A Noiva, realizado por Sérgio Trefaut, onde interpreta uma adolescente que se uma noiva da Jihad, ao casar-se com um guerrilheiro do Daesh, depois de fugir de casa. 

## Prémios e Reconhecimento
Foi nomeada para os Prémios Sophia de 2024, pelo seu papel no filme A Noiva, de Sérgio Tréfaut.  Por este trabalho, foi distinguida no mesmo ano, com o Prémio Actores de Cinema da Fundação GDA, para Melhor Interpretação de Papel Principal. 

## Filmografia
Entre a sua filmografia encontram-se: 
- 2022 - A Noiva, do realizador Sérgio Trefaut
- 2024 - Tapete Voador, curta-metragem de Justin Amorim [15]
- 2024 - O Último Verão, de João Nuno Pinto e Fernanda Polacow [11][16]

## Teatro
No teatro fez parte do elenco de várias peças, entre elas: 
- 2017 – Punk Rock, de Simon Stephens, no Teatro Experimental de Cascais, Teatro da Comuna

- 2018 – Cristo Recrucificado ,de Nikos Kazantzákis, encenação de Carlos Avilez, Teatro Experimental de Cascais [18]

- 2019 – O Beijo de Judas, de Davi Hare, encenação de Carlos Avilez, Teatro Experimental de Cascais
- 2019 – Lulu, de Fran Wedekind, encenação de Carlos Avilez, Teatro Experimental de Cascais [19]
- 2019 – Rinocerontes in Love, de Liao Yiemei, encenação de Maria João Vicente, no Teatro da Garagem
- 2022 - O Inesquecível Professor, encenação de Pedro Gil,no Teatro Nacional D. Maria II [20]
- 2022 - Malhereusement Amélie est Née, encenação de Mónica Garnel e Inês Vaz,no Teatro Nacional D. Maria II
- 2022 - C., Celeste e a Primeira Virtude, laboratório de criação, direção de Beatriz Batarda
- 2022 - O Misantropo, de Moliére, encenação de Mónica Garnel, no Teatro Nacional D. Maria II [21]
- 2024 - Quis Saber Quem Sou, encenação de Pedro Penim, no Teatro São Luiz [22]

## Ligações Externas
- Coffeepaste | Entrevista a Joana Bernardo (2023)
- LEFFEST'22 | Conversa com Sérgio Trefaut e Joana Bernardo a propósito do filme A Noiva (2022)